# 1958 au Yukon
Chronologie du Yukon
- 1954
- 1955
- 1956
- 1957
- 1958
- 1959
- 1960
- 1961
- 1962

Cette page concerne des événements d'actualité qui se sont produits durant l'année 1958 dans le territoire canadien du Yukon.

## Politique
- Commissaire : Frederick Howard Collins (en)
- Législature : 17e puis 18e

## Événements
- Gordon Robertson Cameron devient le 2e maire de Whitehorse.
- 31 mars : Le Parti progressiste-conservateur de John Diefenbaker remporte l'élection générale fédérale avec 207 sièges contre 46 aux libéraux. Dans la circonscription du territoire du Yukon, Erik Nielsen du progressiste-conservateur est réélu un deuxième mandat face au libéral James Aubrey Simmons et l'indépendant conservateur John Victor Watt.
- 8 septembre : Vingt-deuxième élection générale yukonnaise (en).

## Naissances
- 19 septembre : Roger Coles (en), chef du Parti libéral du Yukon († 28 juin 2013)

## Décès
- 28 janvier : John Edward Gibben (en), chef exécutif puis commissaire du Yukon (º 10 juin 1885)